# Álvaro Arroyo
Álvaro Arroyo Martínez (ur. 22 lipca 1988 w Madrycie) – hiszpański piłkarz występujący na pozycji obrońcy w Albacete Balompié.